# Pocoleni
Pocoleni – wieś w Rumunii, w okręgu Suczawa, w gminie Rădășeni. W 2011 roku liczyła 213 mieszkańców. 